# Plan de rescate financiero del Reino Unido de 2009
Tras el plan de rescate financiero del Reino Unido de 2008, un segundo rescate financiero de al menos £50 mil millones fue anunciado por el gobierno británico el 19 de enero de 2009, como respuesta a la actual crisis financiera mundial. El paquete fue diseñado para aumentar la cantidad de préstamos de dinero que los bancos pueden conceder a empresas y particulares. Esta ayuda viene en dos partes: una cifra inicial de 50 millones de libras que se pondrá a disposición de las grandes prestatarios empresariales, y una segunda cantidad no revelada que constituye una forma de seguro contra los bancos que sufren grandes pérdidas.
Después de octubre de 2008 los rescates de RBS, HBOS, Lloyds TSB y la fusión de Lloyds TSB con HBOS en enero de 2009 , el Gobierno fue acreedor de un 43% de las acciones del grupo bancario Lloyds, pero luego el 6 de marzo de 2009, después de que se hizo evidente que la fusión con HBOS ha sido mala para Lloyds pues HBOS ha tenido pérdidas de £11 mil millones, el Gobierno anunció que aumentaría su participación en el Lloyds a 65% (77% si se incluyen acciones preferentes).